# جنونيات (فلم)
جنونيَّات هو فيلم هندي رومنسي_موسيقي لعام 2016. من إنتاج بوشان كومار. الفيلم من تأليف وإخراج فيفك أجينهوتري، بينما يلعب الأدوار الرَّئيسيَّة في الفيلم بولكيت سامرات ويامي غوتام. أدَّى الموسيقى سنجيت أنكيت تيواري، الأخوة ميت وجانجولي في الفيلم، بينما قام بتأليف الموسيقى الخلفية راجو سينج.
بدأ تصوير جنونيَّات بشكل أساسي في نوفمبر 2014، وفي كشمير وقعت حادثة في ديسمبر؛ حيث هاجم السُّكان المحليين طاقم الفيلم لجعلهم فتيات القرية تمثِّل في سلسلة الأغاني، وذلك أثناء العودة من تصوير الفيلم. عرض الفيلم في جميع صالات السِّينما حول العالم في 24 يونيو 2016، وعند إصداره تلقَّى الإنتقادات السَّلبية من النُّقاد، وبلغت العائدات في شبَّاك التَّذاكر ما يقارب 4.10 كرور روبيَّة.

## الممثِّلين
- بولكيت سامرات - الكابتن جهان باكشي
- يامي غوتام - سوهاني كابور
- تاران باجاج - تولو
- مانوج باكشي - والد ياش
- مادهوري دي بنديفدكر - بدور والدة سوهاني
- فيفك بهاتناغار - بروفيسور علم النبات
- هريشيتا بهات - مشتي
- منان دانية  - هاني
- جولشان ديفاياه - ياش
- جاكلين جريوال - جدَّة سوهاني
- جارفيل - برنس
- أنيشا جوشي - رانجولي
- جوربريت كور - والدة ياش
- رافي خيمو - دور والد سوهاني
- أبهيمانيو كوكريجا - رانجها
- سانجاي مينديراتا - العقيد بهاتي
- أنوب سينج - دور جد سوهاني
- هاري تانجري - DMK
- خوشبو أبودهياي - بريت

## الموسيقى
الموسيقى في الفيلم من أداء أنكيت تيواري، الأخوة ميت وجيت جانغولي، والموسيقى الخلفية من تأليف راجو سينج. الأغاني من كتابة كومار، راشمي فيراج ومانوج مونتشير. تمَّ إصدار ألبوم الأغاني للفيلم عبر تي سيريز في ٣ يونيو ٢٠١٦ وصدر على الشَّاشة الرَّقمية على آي تيونز في ٨ يونيو ٢٠١٦.
صدر على قناة اليوتيوب الخاصة بصفحة تي سيريز أغنية إضافيَّة باسم "Ishq Di Khidkee" في ٢٨ يونيو ٢٠١٦. بعد ذلك صدر أغنية إضافية باسم «جنونيَّات (Unplugged)» عبر تي-سيريز على قناة اليوتيوب في ٢٣ يونيو ٢٠١٦.

## الإصدار والإنتاج
في البداية كان إصدار الفيلم في 24 يونيو، لكن بعد ذلك أعلن المخرج والمنتج عن الإصدار في 17 يونيو. حصل الفيلم على شهادة "U" من قبل المجلس المركزي لشهادة الأفلام دون أي تخفيضات، لكن بعد ذلك تم تغيير عرض الفيلم من 17 يونيو إلى 24 يونيو. عرض الفيلم على التلفاز بشكل عالمي لأول مرة في 19 مارس.
تمَّ إنفاق 8 كرور روبيَّة على إنتاج الفيلم و 6 كرور روبيَّة على التَّرويج. فكانت التَّكلفة الإجمالية 14 كرور روبيَّة. تم بيع حقوق القمر الصناعي للفيلم مقابل 7.50 كرور روبيَّة، والحقوق الموسيقيَّة 3.50 كرور روبيَّة. والحقوق المسرحيَّة الهنديَّة 8 كرور روبيَّة. بلغ الرِّبح 19 كرور روبيَّة مع كسب المنتج 5 كرور روبيَّة قبل إصداره.

## وصلات خارجيَّة
- جونونيّات على قاعدة بيانات الأفلام على الإنترنت
- جونونيّات على فيسبوك